# Laval Nugent von Westmeath
Pour les articles homonymes, voir Nugent.
Laval Graf Nugent von Westmeath (Ballinacor Irlande, 3 novembre 1777 - Karlovac, Croatie, 21 août 1862) est un feld-maréchal autrichien d'origine irlandaise.

## Biographie
Avant d'épouser Giovanna Riaro-Sforza, la petite-fille du prince François-Xavier de Saxe, Laval Nugent Graf von Westmeath rejoint l'armée autrichienne en 1793, et devient colonel en 1807. En 1809, il est chef d'état-major du corps d'armée du prince Jean de Lichtenstein et participe aux première négociations entre la France et l'Autriche après la campagne de 1809. Entre 1811 et 1813, il effectue plusieurs voyages secrets entre l'Autriche et l'Angleterre pour le compte du chancelier Metternich. En 1813, il dirige la campagne contre le vice-roi Eugène de Beauharnais et conquiert la Croatie, l'Istrie et de la vallée du Pô. En 1815, il commande l'aile droite de l'armée autrichienne en Italie et participe à la libération de Rome. Il remporte la bataille de Ceprano et de la bataille de San Germano contre Murat lors de la guerre napolitaine.

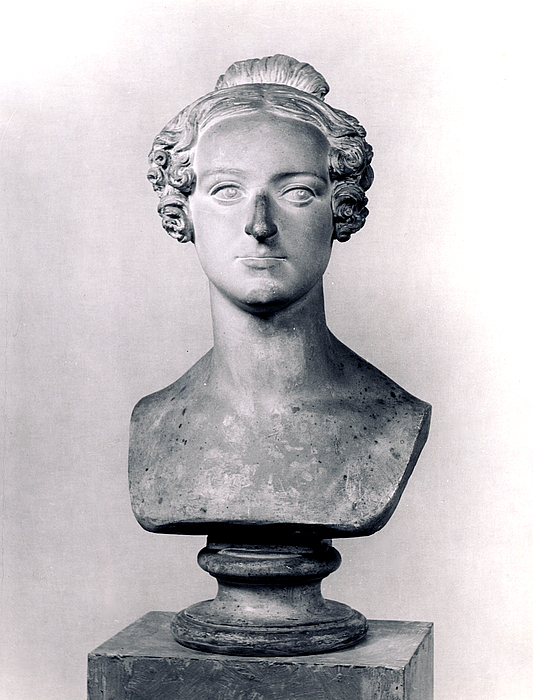
Giovanna Rirario-Sforza de Corleto, épouse Nugent

En 1817 il est entre au service de Ferdinand Ier des Deux-Siciles. Après le déclenchement de la rébellion des carbonari en 1820, il retourne servir dans l'armée autrichienne. Il mène en 1848 un corps d'armée sous la direction de Joseph Radetzky contre le Piémont pendant la première guerre d'indépendance italienne et aussi contre la révolution hongroise de 1848.
Il est nommé Feld-maréchal en 1849.

Laval Graf von Westmeath Nugent est mort le 21 août 1862 dans le château de Bosiljewo, près de Karlovac.

## Sources
- (en) Cet article est partiellement ou en totalité issu de l’article de Wikipédia en anglais intitulé « Laval Nugent von Westmeath » (voir la liste des auteurs).